# Helon Habila
Helon Habila (Kaltungo, novembre 1967) è un poeta e scrittore nigeriano.
Dopo la laurea in letteratura all'University of Jos diventa professore al Federal Polytechnic di Bauchi.
Ha scritto per la rivista Hints e per le pagine letterarie del quotidiano Vintage.
Ha ottenuto una cattedra presso la University of East Anglia a Norwich, al Bard College (Annandale on Hudson, NY) e alla George Mason University di Washington.
Vincitore del Muson Poetry Prize nel 2000, del Premio Caine per la narrativa africana con "Love Poems" nel 2001 e del Commonwealth Writers Prize (Best First Book, Africa Region) nel 2003.

## Opere
- Waiting for an Angel: A Novel, (2004) Penguin Books, ISBN 0-14-101006-1
- New Writing 14, (2006) Granta Books. (co-edited with Lavinia Greenlaw).
- Measuring Time: A Novel, (2007) W. W. Norton, ISBN 0-393-05251-6 -
- Dreams, Miracles, and Jazz: An Anthology of New Africa Fiction, (2007), Pan Macmillan. (co-scritto con Kadija George)
- Oil on Water: A Novel (2010) Hamish Hamilton, ISBN 978-0-241-14486-2
- The Granta Book of the African Short Story (2011) Granta, ISBN 1-84708-247-5; ISBN 978-1-84708-247-3